# پیست آسن

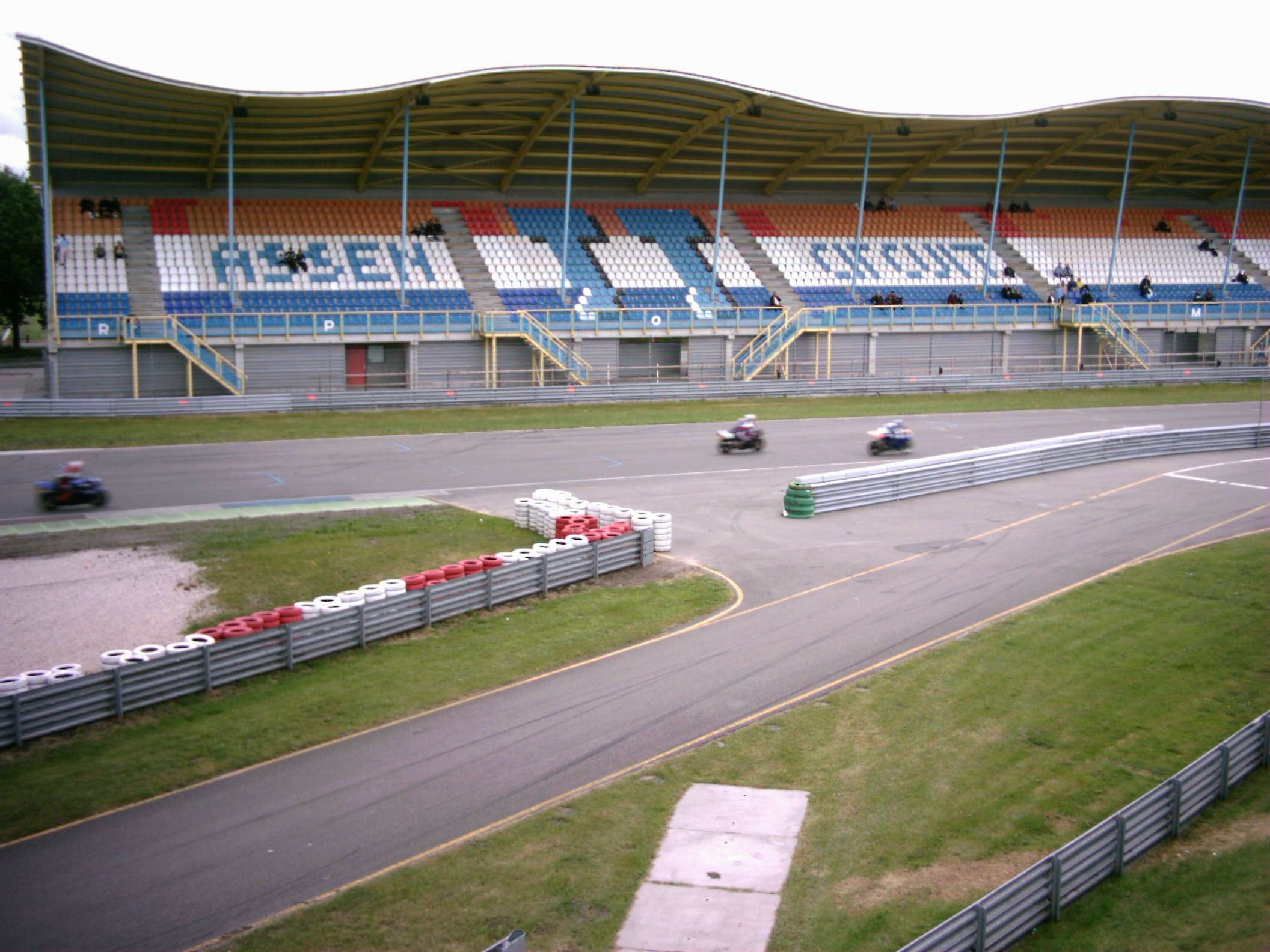
Training session in front of the grandstand

پیست آسن (هلندی: TT Circuit Assen) یک پیست ورزش‌های موتوری در آسن، هلند است.
این پیست که در سال ۱۹۲۵ ساخته شده‌است بیشتر برای مسابقات موتورسواری استفاده می‌شود و ظرفیت آن ۱۰۰٬۰۰۰ نفر است.